# Promise Mwenga
Promise Mwenga (ur. 22 grudnia 1982) – kanadyjski zapaśnik walczący w oby stylach. Zajął 35 miejsce na mistrzostwach świata w 2007. Piąty na mistrzostwach panamerykańskich w 2007 i czwarty na mistrzostwach panamerykańskich w 2008. Brązowy medalista igrzysk Wspólnoty Narodów w 2010, a także mistrzostw Wspólnoty Narodów w 2007 roku.